# Dobrevo
Dobrevo (en macédonien Добрево) est un village du nord-est de la Macédoine du Nord, situé dans la municipalité de Probichtip. Le village comptait 340 habitants en 2002.

## Démographie
Lors du recensement de 2002, le village comptait :
- Macédoniens : 336
- Turcs : 2
- Autres : 2